# Терешки (Полтавський район)

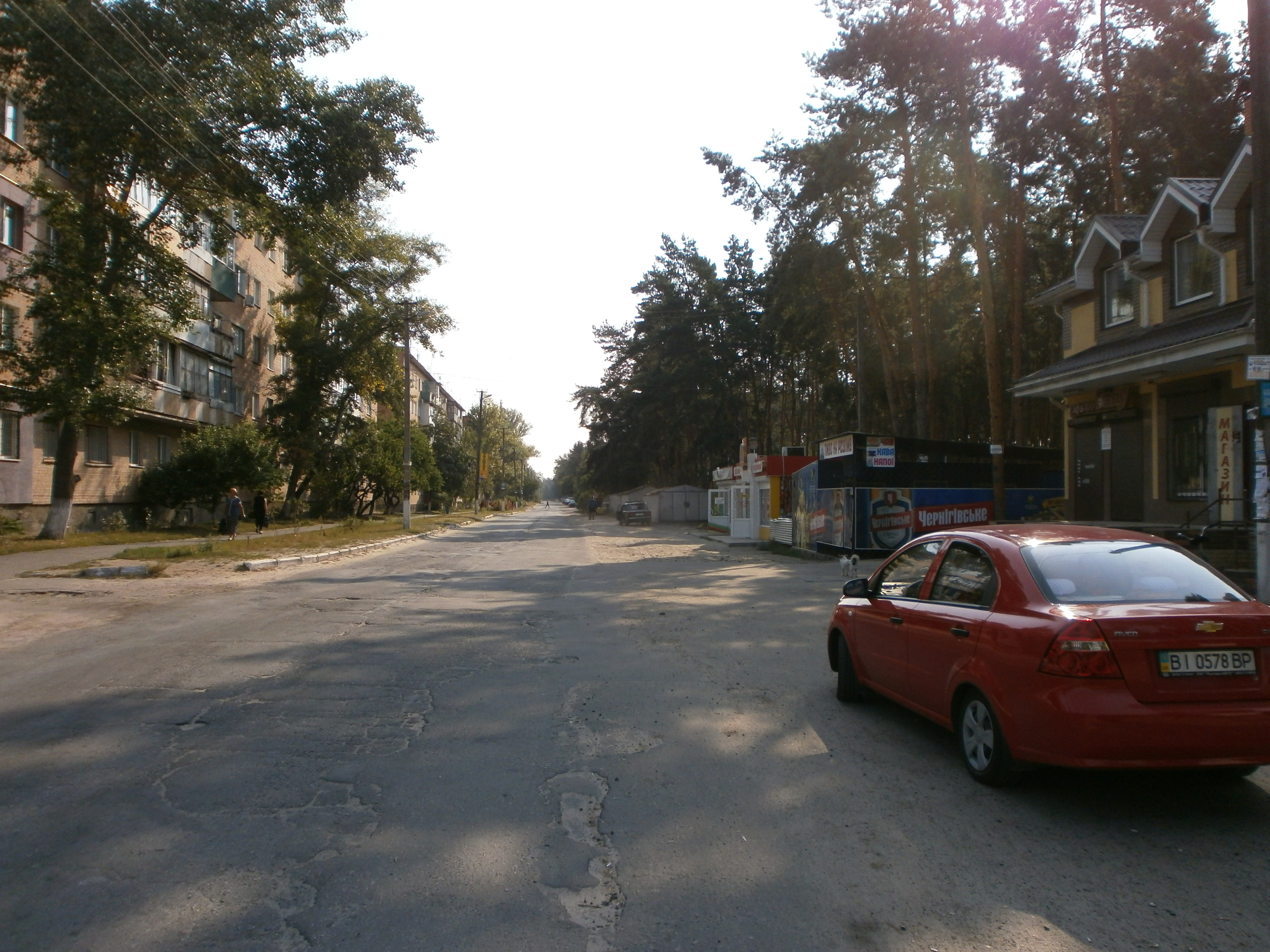
Центральна вулиця села — вулиця Шевченка

Терешки́ —  село в Україні, у Терешківській сільській громаді Полтавського району Полтавської області. Населення становить 2450 осіб за даними Всеукраїнського перепису населення 2001 року. До 2017 орган місцевого самоврядування — Терешківська сільська рада.

## Географія
Село Терешки розташоване за 1,5 км від лівого берега річки Ворскла, вище за течією примикає село Копили, нижче за течією примикає село Зінці.
Поруч проходять дві залізничні гілки, станції Терешки та Копили.

## Населення
Мовний склад села згідно з даними Всеукраїнського перепису населення 2001 року був таким :
| Мова       | Число ос. | Відсоток |
| ---------- | --------- | -------- |
| українська | 2 217     | 90,49    |
| російська  | 214       | 8,73     |
| білоруська | 2         | 0,08     |
| польська   | 1         | 0,04     |
| вірменська | 9         | 0,37     |
| болгарська | 1         | 0,04     |

## Історія

### Перша згадка
Згадки про поселення по річці Ворскла на сучасній території села Терешки містяться ще у «Генеральній ка́рті Украї́ни» Гійома Левассера де Боплана 1648 року.
Тоді ця місцевість була відомою під назвою Тедушка або Тедешки(ст. 183).

### XVI—XVII століття
Протягом XVI — першої половини XVII століття тривала козацька колонізація берегів р. Ворскли. З початком визвольної війни з місцевого населення почали формуватися повстансько-селянські військові підрозділи, які поклали початок творенню Полтавського полку. Полтавський полк існував вже в кінці літа — на початку осені 1648 року на чолі з полковником Іваном Іскрою. Станом на жовтень 1649 року Терешки увійшли до складу однієї з трьох Полтавських сотень Полтавського полку територіально обмеженими містом Полтавою та прилісками (ст. 83).

### XVIII—XIX століття
Згідно з Генеральним описом Лівобережної України Рум'янцева 1765—1769 року урочище Терешки входило до Першої Полтавської сотні, яка була ліквідована вже у 1775 році.
Поселення було зовсім невелике. На кінець XVIII століття в ньому було тільки декілька козацьких дворів. Із часом кількість поселенців збільшувалася завдяки природним умовам: ліс та річка.
Ліс відігравав важливу роль у тогочасному господарському житті, адже його використовували для будівництва осель та їх опалення. Так, до нас дійшов опис двору козака Петра Горбатенка(ст.48), де вказано: “годного к строению лесу нєть. Лесу дровяного в урочище Терешкахъ, от города Полтави и от полтавской сотни в 6 верстахъ. В коемъ дерево дубъ, кленъ, орешникъ и ольха. Мерою в окружности 207 саженей”. Якщо цей опис перевести в сучасну систему мір, то загальна площа приналежного Петрові Горбатенку лісу становила близько 0,21 га.
Згідно із задокументованими фактами станом на 1775 рік у селі Терешки навіть працював місцевий шинок (ст. 242).
В описі до атласу Катеринославського намісництва 1787 року знову згадується вже «казенная деревня» Терешки з населенням 181 людина (97 чоловіків і 84 жінки).
У період 1784—1796 років село Терешки ввійшло до складу Микільської (Микольська, Нікольська) волості.
У 1859 році в селі Терешки Полтавського повіту Полтавської губернії «по правую сторону Харьковского тракта» при річці Ворсклі нараховувалося 12 дворів (ст. 48), де проживали 47 чоловіків і 36 жінок. 

### Терешки в іноземній літературі ХІХ століття
Свої спогади про місцевість села Терешки російський письменник Іван Бунін виклав в одному зі своїх листів від 7 червня 1891 року: 
“Поехали часов в 9, вниз по Ворскле. Месяц стоял еще невысоко и далеко по широкой реке, между темными берегами, дрожали золотые отражения от него. Около лодки вода походила на темное масло, разбегаясь плавными, тихими струями... Гребли медленно, но лодка шла вниз по течению, и скоро начали открываться роскошные виды: то, напр., плывет между высокими узкими берегами; потом река делает крутой изгиб и мы выплываем на широкую водную равнину, освещенную месячным, прозрачным туманом. По берегам шли рощи, которые стояли совсем черными и молчаливыми... Часам к 12-ти мы приехали в Терешки. Терешки - малороссийские хутора на берегу реки; туда обыкновенно съезжаются целые компании, так что и теперь мы увидели на берегу костры и целую ватагу студентов-хохлов. Они пели песни, бродили по берегу и вообще вели себя как истые хохлы, попавшие после города в родные хутора. Мы закусывали в настоящей украинской хате, чистенькой, просторной, с образами, убранными засохшими ветвями березок. И слушал разговор семьи и быстрые певучие интонации Олэны, которая подавала нам молоко и "коржики", мне все казалось, что я на малороссийском спектакле. Воротились мы уже в 6 часов. Плыли медленно, и хорошо мне было на заре глядеть на рассвет над широкой, живописной рекой!..”

### ХХ століття. Доба УНР та більшовицької навали
На початку ХХ століття територія краю залишалася малозаселеною. За згадками старожилів, хати стояли на відстані 100—200 метрів одна від одної. Вкриті були очеретом та соломою. Освітлення не було, тому користувалися карбідками, гасовими лампами та свічками. Тільки деякі двори були огороджені тинами. Між Терешками і Копилами простягалися великі луки, на яких жителі випасали худобу. Річки Ворскла і Коломак були глибокі і дуже чисті. В них водилося багато риби. Через Ворсклу був пором. У цей час починалося будівництво центральної дороги, яку будували, змішуючи глей і глину. Оскільки ґрунти тут піщані, то вирощували переважно овочі та виноград, які носили до Полтави, щоб продати на ринку.
У списку населених пунктів (ст. 223) Микільської волості Полтавської губернії  станом на 1910 рік село Терешки згадується разом із сусідніми селом Безручки та хуторами Караванівка і Дубинки. 
Станом на 1910 рік у селі Терешки налічувалось 95 дворів, у т. ч. 68 козацьких, 530 жителів.
Станом на 1926 у Терешках, які на той час були підпорядковані Зінцівській сільраді Полтавського району, проживало 595 жителів. Полтавщина: енциклопедичний довідник 903 cт.
Площа села швидко зростає. Територію, яку займали ліси, охопили вулиці. Найбільші центральні вулиці були названі Жовтнева та імені В. Леніна. В село провели радіо.
Тяжкими для села були роки Німецько-радянської війни. З 18 вересня 1941 року по 23 вересня 1943 року Терешки були окуповані німецько–нацистськими загарбниками (з 1 вересня 1942 року і до кінця окупації село входило до Полтавської округи). Жителі села брали участь у боротьбі проти ворогів як на фронтах, так і в тилу. На території сіл Зінці, Терешки, Копили діяла підпільна молодіжна група, яка завдавала великої шкоди загарбникам, особливо на Південній залізниці. Десять чоловік було вивезено на примусові роботи до Німеччини. Додому після війни не повернулося 30 односельців. На вшанування пам'яті про них у селі встановлено пам'ятник із написаними прізвищами загиблих захисників.

### Громада у ретроспективі
У 1947 році в післявоєнний час було здійснено перепис адміністративних одиниць та перелік найменувань усіх населених пунктів.
До ЗІНЦІВСЬКОЇ сільської Ради було занесено:
с. Зінці 
с. Караванівка 
с. Колодіївка 
с. Копили 
с. Терешки 
х. Безручки 
х. Вовківка 
х. Дубинки 
х. Клюшники
х. Мале Микольське 
х. Цюрівка

### Ліквідовані прилеглі до с. Терешки населені пункти
Згодом деякі з населених пунктів припинили своє самостійне існування і перейшли до складу сусідніх більших поселень.
Абетковий покажчик знятих з обліку населених пунктів Полтавської області в період з 1946 по 1960 рр.
х. Караванівка Полтавського району [ст 372]
х. Колодіївка Полтавського району [ст 373]
Абетковий покажчик знятих з обліку населених пунктів Полтавщини в період з 1960 по 1965 рр.
с. Вовківка Полтавського району, [ст 378]
х. Цюрівка Полтавського району [ст 376]

### Нова історія
Після війни село довго відбудовувалося. Ще до середини 1960 років тут не було ні лікарні, ні школи, навіть промислових підприємств не було і люди повинні були їздити на роботу до м. Полтава. Автомобілів також не було, а тих хто мав велосипед, називали «куркулем».
Велику площу в Терешках займав кар'єр, у якому брали пісок для будівництва. У 1969 році в село почали приїжджати болгари, які працювали в кар'єрі. З часом вони перевезли сюди свої родини, для яких почали будувати спочатку дерев'яні бараки та хати, а потім гуртожиток. Також була лише одна залізнична лінія, а з часом побудували ще одну зустрічну смугу.
На кінець 1960–х років ХХ століття відбулися зміни в структурі села. На його околиці почали будуватися промислові підприємства, виникла проблема житла для будівельників. Перший п'ятиповерховий будинок було здано в експлуатацію 1972 році. У 1974 році — відкрито перший дитячий садок «Пролісок», а в 1988 році — середню школу.
Рішенням(ст 80) Полтавського облвиконкому від 30 грудня 1986 р. утворено Терешківську сільраду з центром у с. Терешки.
- 12 червня 2020 року, відповідно до розпорядження Кабінету Міністрів України № 721-р «Про визначення адміністративних центрів та затвердження територій територіальних громад Полтавської області», село увійшло до складу Терешківської сільської громади[3].
- 19 липня 2020 року, в результаті адміністративно-територіальної реформи та ліквідації Полтавського району(1925-2020), село увійшло до складу новоутвореного Полтавського району[4].

## Економіка
- ТОВ «Інстайл» — виробництво і реалізація алмазного інструменту.
- ТОВ «Виробниче підприємство Компресорно-ремонтний механічний завод».
- «Комбінат виробничих підприємств», ВАТ.
- «Полтава-Сад», ТОВ.
- ТОВ «Полтавський Каменяр-2002».
- ПрАТ «Терешківський зернокомбінат»
- ДП «Терешківський ЗБК»
- ПАТ "УМС-23"
- ТОВ «Полтава-євробуд» — будівництво та облаштування доріг

## Об'єкти соціальної сфери
- Школа
- Дитячий садок
- Відділення Нової пошти

## Транспорт
Дві залізничні гілки з Полтави на Кременчук і Красноград проходять через село Терешки. У межах села або біля нього є три залізничні платформи:
- З. п. Терешки (лінія Полтава—Кременчук)
- З. п. 3 км і з. п. Копили (лінія Полтава—Красноград)

Кожні 35 хвилин у село прибуває і з села відходить рейсовий автобус «Полтава АС2 — Терешки». Так само через селище проходять автобусні маршрути на Безручки, Микільське, Кашубівку, Минівку.

## Відомі люди
У Терешках народився учасник Другої світової війни, льотчик-ас, Герой Радянського Союзу Ніколаєнко Володимир Миронович (1920—1944).